# Lalage moesta
El oruguero de las Tanimbar (Lalage moesta) es una especie de ave paseriforme de la familia Campephagidae endémica de las islas Tanimbar, en el este de Indonesia.

## Descripción
Mide alrededor de 18 cm de largo. El plumaje de sus partes superiores es principalmente negro y el de las inferiores es totalmente blanco. Presenta listas supralorales blancas que se unen en la frente, además su obispillo también es blanco y presenta listas blancas en las alas. Su pico negro es recto y puntiagudo.

## Taxononomía
Aunque anteriormente se consideraba una subespecie del oruguero cejinegro (Lalage atrovirens) está emparentado más cercanamente con el oruguero ventrirrufo (Lalage aurea).